# La Matanza de Acentejo

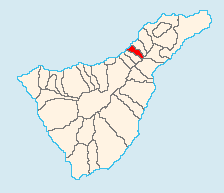
Localização de La Matanza de Acentejo

La Matanza de Acentejo é um município da Espanha na província de Santa Cruz de Tenerife, comunidade autónoma das Canárias. Tem 14,1 km² de área e em 2021 tinha 9 114 habitantes (densidade: 646,4 hab./km²).

## Demografia
| Variação demográfica do município entre 1991 e 2004 | Variação demográfica do município entre 1991 e 2004 | Variação demográfica do município entre 1991 e 2004 | Variação demográfica do município entre 1991 e 2004 |
| --------------------------------------------------- | --------------------------------------------------- | --------------------------------------------------- | --------------------------------------------------- |
| 1991                                                | 1996                                                | 2001                                                | 2004                                                |
| 5887                                                | 6451                                                | 7053                                                | 7587                                                |

| Noroeste: Oceano Atlântico        | Norte: Oceano Atlântico e El Sauzal               | Nordeste: El Sauzal              |
| Oeste: La Victoria de Acentejo    | La Victoria de Acentejo                           | Leste: Candelaria und El Rosadio |
| Sudoeste: La Victoria de Acentejo | Sul: Santa La Victoria de Acentejo und Candelaria | Sudeste: Candelaria              |